# Crkva Prijenosa relikvija sv. Nikole u Pačetinu
Crkva Prijenosa relikvija svetog Nikole  u Pačetinu u Hrvatskoj je pravoslavna crkva, u sastavu Osječkopoljske i baranjske eparhije Srpske pravoslavne crkve, a koja je posvećena blagdanu prijenosa relikvija sv. Nikole.

## Povijest
Prilikom popisa iz 1733. godine, u Pačetinu se nalazila stara drvena crkva, ali bez mjesnih svećenika, te je tada službu vršio protojerej iz Bobote.
Nova crkva posvećena prijenosu relikvija svetog Nikole je izgrađena 1752. godine, a posvetio ju je pakračko-slovenski episkop Sofronije Jovanović 27. kolovoza 1755. godine. Crkva je sazidana na mjestu gdje se nekada nalazio manastir, o čemu svjedoči i kameni stećak na ćirilici i staroslavenskom jeziku iz 1443. godine.
Godine 1891. crkva je dobila novi ikonostas, rad Đorđa Rakića. Tijekom 2. svjetskog rata, kao posljedica državne politike prijelaza na katoličanstvo pravoslavnoga stanovništva, crkva je prevedena u rimokatoličku, ali je završetkom rata vraćena pravoslavlju. U razdoblju Domovinskog rata crkva je dva puta pogođena granatama koje su oštetile oltarski prostor.
Blagdan Prijenosa relikvija sv. Nikole, koji Srpska pravoslavna crkva slavi 22. svibnja je crkveni i seoski god u Pačetinu.